# Това се случи една нощ
Това се случи една нощ (на английски: It Happened One Night) е американска романтична комедия от 1934 г. с елементи на ексцентрична комедия, режисирана и копродуцирана от Франк Капра в сътрудничество с Хари Кон. Филмът разказва за разглезена богаташка (в ролята Клодет Колбер), която се опитва да се измъкне от контрола на баща си и се влюбва в наскоро уволнен репортер (в ролята Кларк Гейбъл). Сценарият на Робърт Ръскин е базиран на разказа от август 1933 г. „Среднощен автобус“ на Самюъл Хопкинс Адамс, който предоставя заглавието за снимките.
Филмът печели одобрението на критиката и е смятан за един от най-великите филми, правени някога. „Това се случи една нощ“ е първият от само три филма (заедно с „Полет над кукувиче гнездо“ и „Мълчанието на агнетата“), печелили всичките пет големи награди „Оскар“: за най-добър филм, най-добър режисьор, най-добър актьор, най-добра актриса и най-добър адаптиран сценарий. През 1993 г. той е избран за съхранение в Националния филмов регистър на САЩ при Библиотеката на Конгреса и е считан за „културно, исторически или естетически значим“.

## Сюжет
Разглезената наследница Елън „Ели“ Андрюс бяга и се жени за пилота Кинг Уестли против желанията на изключително богатия си баща Александър Андрюс, който иска да анулира брака, защото знае, че Уестли всъщност се интересува само от парите на Ели. Ели успява да избяга от семейната яхта във Флорида и се качва на автобус до Ню Йорк, за да се събере отново със съпруга си. По пътя тя се запознава с Питър Уорн – репортер, наскоро останал без работа. Скоро Питър я разпознава и ѝ дава избор – ако тя му даде ексклузивно интервю за нейната история, той ще ѝ помогне да се събере отново с Уестли; ако откаже, той ще издаде местонахождението ѝ на баща ѝ. Ели се съгласява с първия вариант, но след като преминават заедно през няколко приключения първоначалната ѝ неприязън към Питър започва да намалява и двамата се влюбват.

## Продукция

### Кастинг
Нито Гейбъл, нито Колбер са първият избор за главните роли. Мириам Хопкинс първа отхвъря ролята на Ели, след което сценарият е предложен на Робърт Монтгомъри и Мирна Лой, които също го отказват. Впоследствие Лой отбелязва, че заснетата история не прилича много на сценария, който тя и Монтгомъри са получили. Маргарет Сълаван също отказва ролята, а Констанс Бенет е склонна да я приеме, ако ѝ бъде позволено да продуцира филма, с което Кълъмбия Пикчърс не се съгласява. Бети Дейвис проявява интерес към ролята, но тя има сключен договор с Уорнър Брос и Джак Л. Уорнър отказва да я заеме на Кълъмбия. Карол Ломбард не може да приеме, тъй като предложеният график на снимките съвпада със снимачния период на „Болеро“ в Парамаунт Пикчърс. Лорета Йънг също отхвърля ролята.
Хари Кон предлага Колбер, която първоначално също отказва ролята. Първият ѝ филм, „За любовта на Майк“ (1927 г.), е бил режисиран от Капра и е бил такова бедствие, че тя се е зарекла никога повече да не прави друг с него. По-късно тя се съгласява с ролята, но поставя условие заплатата ѝ да бъде удвоена до 50 000 долара и сцените ѝ да бъдат завършени за четири седмици, за да може да си вземе планирана ваканция.
Според холивудската легенда, Гейбъл е зает на Кълъмбия Пикчърс, считано към момента за малко студио, като наказание, че е отказал роля в собственото му студио. Тази история е частично опровергана от по-новите биографии. Метро-Голдуин-Майер няма готов проект за Гейбъл към момента, а му плаща договорената заплата от 2000 долара седмично, независимо дали работи или не. Луис Мейър го заема на Кълъмбия за 2500 долара на седмица, като по този начин студиото печели по 500 долара на седмица по време на неговото отсъствие. Капра обаче настоява, че Гейбъл е бил неохотен участник във филма.

### Заснемане
Снимките започват в напрегната атмосфера, тъй като Гейбъл и Колбер не са доволни от качеството на сценария. Капра разбира недоволството им и кара сценариста Робърт Ръскин да го пренапише. Колбер обаче продължава да показва недоволството си на снимачната площадка. Капра твърди, че по време на снимките Колбер е изпадала често в лека истерия, мотивирана от антипатията ѝ към него, но е била „прекрасна в ролята“.
Филмът е заснет частично на булевард Таузънд Оукс в Таузънд Оукс, Калифорния.

## Отзиви
След като снимките приключват Колбер се оплаква на приятелка, че току-що е завършила най-лошият филм в света. Кълъмбия изглежда има ниски очаквания за филма и не провежда сериозна рекламна кампания за популяризирането му. Първоначалните отзиви обаче като цяло са положителни. Мордънт Хол от „Ню Йорк Таймс“ го нарича „добра история, която с всичките си трескави каскади е благословена с интелигентен диалог и добро количество от относително сдържани сцени“. Той също така описва изпълнението на Колбер като „ангажиращо и живо“, а това на Гейбъл като „отлично“. „Върайъти“ съобщава, че филмът е „без особено силен сюжет“, но „успява да се справи в голяма степен благодарение на актьорската игра, диалога, ситуациите и режисурата“. „Ню Йорк Хералд Трибюн“ го нарича „оживен и забавен“. Джон Мошър от „Ню Йоркър“ обаче го определя като „почти безсмислен и доста мрачен“ – това вероятно е рецензията, която Капра имаше предвид, пишейки в автобиографията си, че „изисканите“ критици са отхвърлили филма.
Въпреки положителните отзиви, при първите си излъчвания филмът има умерен успех. Скоро след това обаче, при пускането му във второстепенните киносалони, билетите започват бързо да се разпродават, особено в по-малките градове, където героите на филма и обикновената романтика допадат на зрителите, които в ежедневието не са заобиколени от лукс. Филмът има огромен успех в боксофиса и става най-големият хит за Кълъмбия до този момент.
Rotten Tomatoes събира 95 отзиви за филма, както от времето на излъчването му, така и от следващите години, за да формира оценка 99% „Сертифицирано свеж“ и средна оценка 9,2/10. Консенсусът гласи: „Улавяйки звездите и режисьора в най-добрия им момент, „Това се случи една нощ“, остава ненадминат от безбройните романтични комедии, които е вдъхновил“.
През 1935 г., след номинацията си за „Оскар“, Колбер решава да не присъства на церемонията, тъй като е убедена, че няма да спечели и вместо това планира да предприеме пътуване през страната с влак. След като е обявена за победител, шефът на студиото Хари Кон праща някой да я „извлече“ от влака, който все още не е напуснал гарата, и да я отведе на церемонията. Колбърт пристига с пътуващ костюм от две части, поръчан от дизайнера на костюмите на Парамаунт Пикчърс Травис Бантън за пътуването ѝ.

### Оскари
Филмът печели и петте „Оскара“, за които е номиниран на 7-мата церемония по връчване на наградите „Оскар“ за 1934 г.:
| Награда             | Резултат | Победител                                     |
| ------------------- | -------- | --------------------------------------------- |
| Най-добър филм      | Награда  | Франк Капра и Хари Кон (за Кълъмбия Пикчърдс) |
| Най-добър режисьор  | Награда  | Франк Капра                                   |
| Най-добър актьор    | Награда  | Кларк Гейбъл                                  |
| Най-добра актриса   | Награда  | Клодет Колбер                                 |
| Най-добра адаптация | Награда  | Робърт Ръскин                                 |

„Това се случи една нощ“ е първият филм, спечелил петте най-големи награди на Академията (за най-добър филм, най-добър режисьор, най-добър актьор, най-добра актриса и най-добър сценарий). Към 2021 само два други филма са постигнали този рекорд: „Полет над кукувиче гнездо“ през 1975 г. и „Мълчанието на агнетата“ през 1991 г. „Това се случи една нощ“ е и последният филм, печелил двете награди за актьор и актриса в главните роли до „Полет над кукувиче гнездо“ през 1975 г.
На 15 декември 1996 г. оскарът на Гейбъл беше продаден на търг на Стивън Спилбърг за 607 500 долара; Спилбърг незабавно дарява статуетката на Академията за филми. На 9 юни следващата година оскарът на Колбер е предложен на търг от Кристис, но за него не са направени наддавания.